# Dolmel
Dolmel – zakład przemysłowy działający we Wrocławiu od 1947 roku. Przedsiębiorstwo zostało zbudowane na bazie istniejących wcześniej zakładów Linke-Hoffmann oraz „Famo”. W swojej historii zakład działał w branży elektromechanicznej. Prowadzono tu produkcję z zakresu maszyn elektrycznych i elektroenergetycznych. Przedsiębiorstwo położone jest przy ulicy Fabrycznej 10, w dawnej dzielnicy Fabryczna. Po przemianach ustrojowych w Polsce w latach 90. XX wieku w miejsce fabryki powstały nowe podmioty gospodarcze.

## Historia

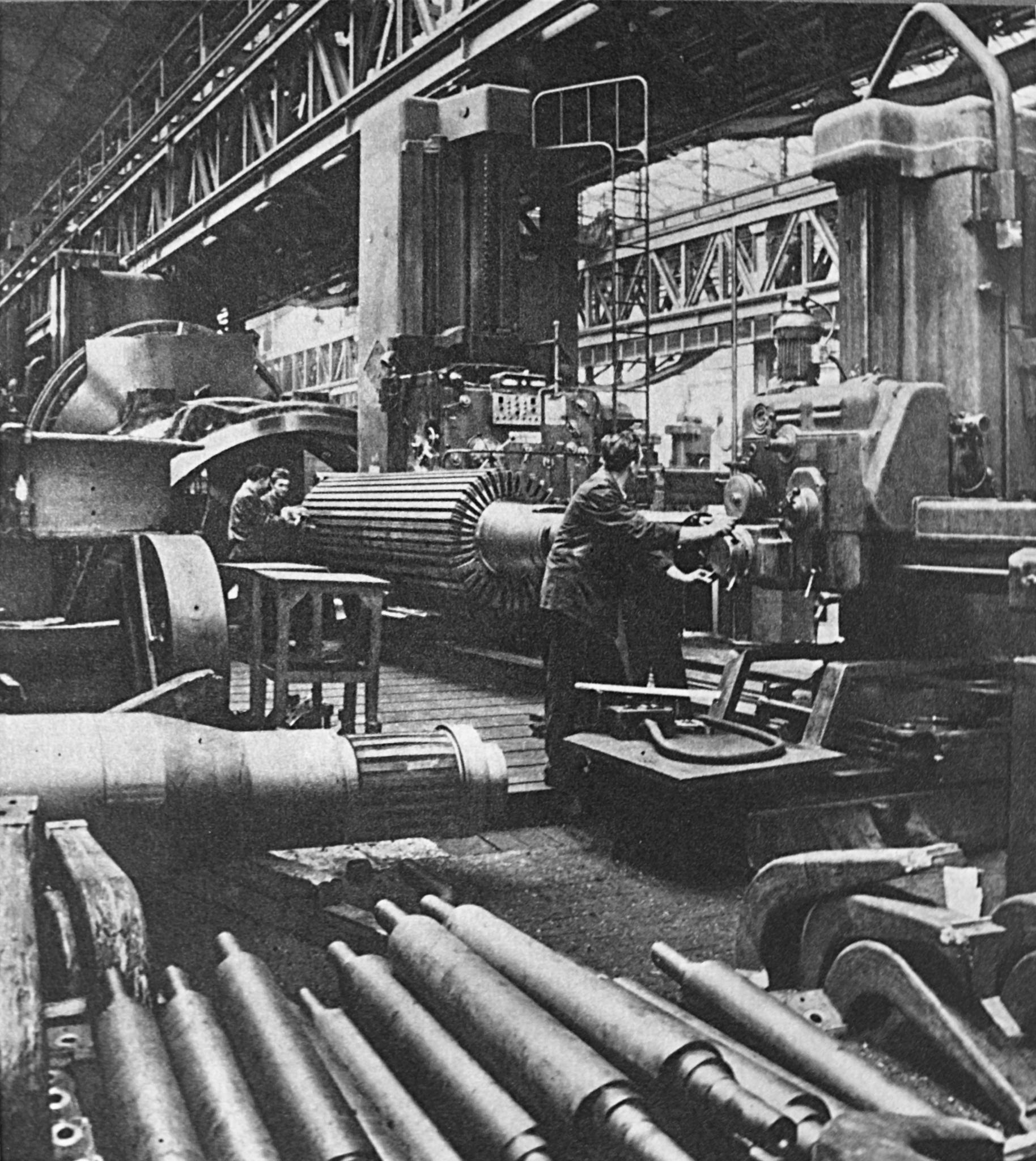
Hala produkcyjna przed 1969 r.

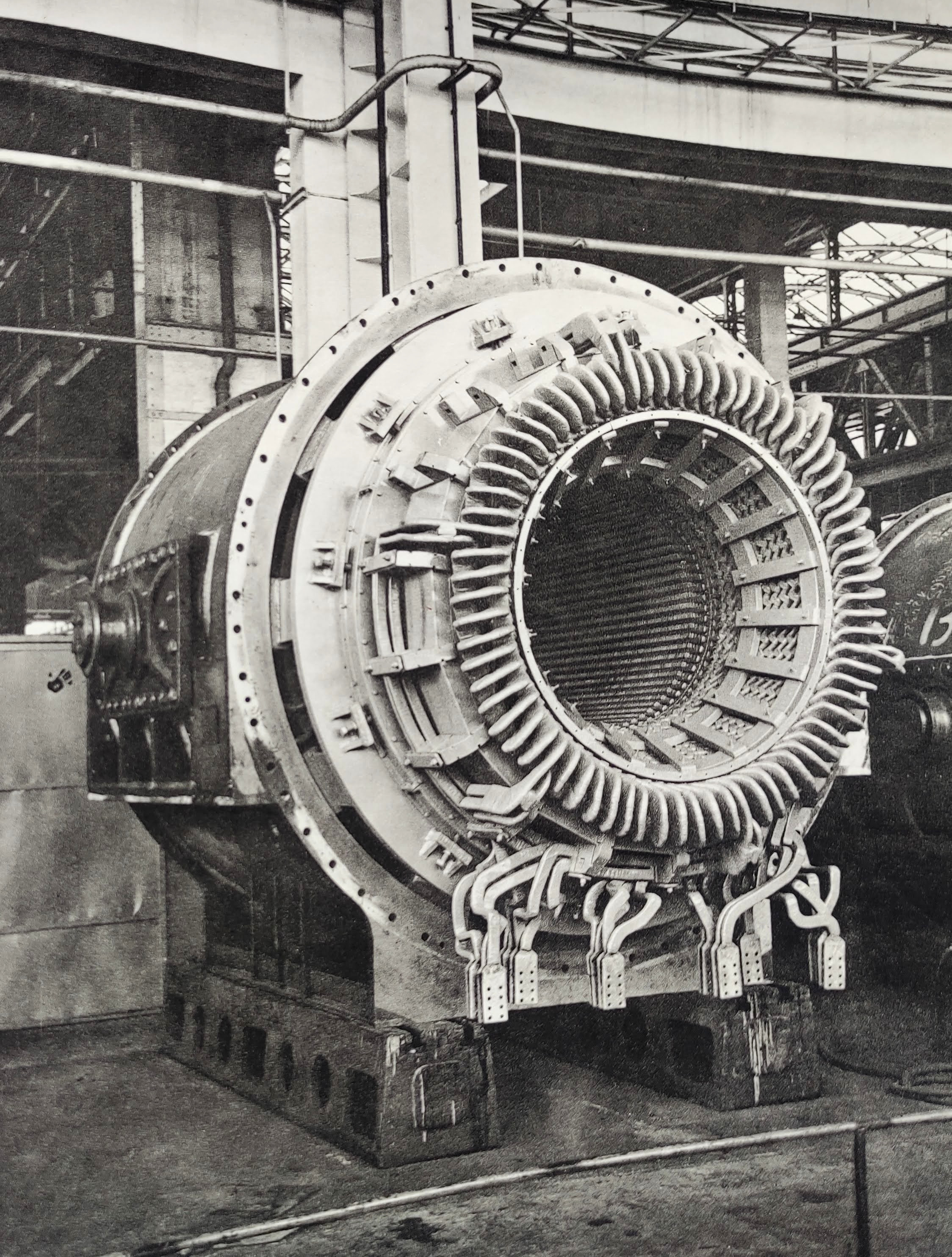
Stojan turbogeneratora o mocy 120 MW, wyprodukowany w Dolmelu

Zakłady Dolmel zbudowane zostały w oparciu o działające wcześniej w mieście Zakłady Linke-Hoffmann – Wydział Turbin, oraz Zakłady „Famo”. Famo w czasie II wojny światowej prowadziły produkcję na potrzeby przemysłu zbrojeniowego w III Rzeszy. Zatrudniano w nich około 4000 pracowników. W tej liczbie mieszczą się także pracujący na rzecz zakładów więźniowie hitlerowskiego obozu koncentracyjnego Gross-Rosen. Podczas działań wojennych, w tym oblężenia Wrocławia w 1945 r. zakłady zostały zniszczone w 80%.
Do odgruzowywania zniszczonej zabudowy zakładów przystąpiono w czerwcu 1947 r. Ten właśnie rok przyjmuje się za początek historii zakładów Dolmel, które początkowo nosiły nazwę Fabryka Wielkich Maszyn Elektrycznych, a później zostały przemianowane na Dolnośląskie Zakłady Wytwórcze Maszyn Elektrycznych imienia Feliksa Dzierżyńskiego. Natomiast powszechnie stosowano na zakłady określenie Dolmel. Proces odbudowy przynosił w kolejnych latach oddawanie do użytku kolejnych budynków: 1948 r. – pierwsza oddana do użytku hala, 1949 r. – hala do produkcji dużych maszyn elektrycznych, 1951 r. – spawalnia i kuźnia, 1954 r. – cewkarnia.
Fabryka stała się znaczącym producentem urządzeń elektroenergetycznych. W Polsce Dolmel dostarczał maszyny i urządzenia między innymi dla Huty Katowice, KGHM Lubin-Polkowice, elektrowni Górna Odra, kopalni Piast, kopalni odkrywkowej Bełchatów, cementowni Górażdże i wielu innych. Natomiast eksport swoich produktów zakłady prowadziły do krajów położonych w Europie, Azji, Afryce oraz Ameryce Południowej.
Po przemianach ustrojowych w Polsce po 1989 r., już w 1990 r. zakład stał się własnością szwajcarsko-szwedzkiego koncernu Asea Brown Boveri (ABB). Przedsiębiorstwo zostało podzielone na trzy podmioty:
- ABB Dolmel Ltd
- ABB Dolmel-Drives Ltd
- Dozamel Sp. z o.o.

Kolejne zmiany przyniosła przeprowadzona w 1999 r. fuzja ABB Dolmel Ltd z francuskim koncernem Alstom, w wyniku której powstało ABB Dolmel Ltd – Alstom. Podmiot stał się producentem generatorów, turbin energetycznych i przemysłowych, a odbiorcami wyrobów fabryki w 60% stali się odbiorcy zagraniczni, głównie z takich krajów jak Wielka Brytania, Argentyna, Indonezja, Indie, Chiny, Malezja, Maroko, Arabia Saudyjska.
Oprócz wymienionych przedsiębiorstw, na bazie dawnych zakładów państwowych Dolmel powstały także inne podmioty kontynuujące działalność w tej branży, jak np. DFME Sp. z o.o. (Dolnośląska Fabryka Maszyn Elektrycznych Sp. z o.o.) .

## Działalność
W zakresie działalności zakładu znalazły się usługi oraz przede wszystkim produkcja w zakresie maszyn i urządzeń elektroenergetycznych. Początkowo były to naprawy silników i transformatorów. W tym czasie budowano także prototypowe silniki asynchroniczne. W latach 1948–1949 wykonywano w zakładach wózki akumulatorowe z przyczepami, a także silniki tramwajowe LT-31. W 1953 r. wdrożono do produkcji pierwszy silnik Gba-514d o mocy 500 kW. Kolejnym zakresem działalności stał się montaż pieców przemysłowych, który prowadzony był przez Dolmel do 1955 r. Także w tym okresie, bo w latach 1954–1955 produkowano spawarki wirujące, w 1956 r. wytworzono pierwszy turbogenerator o mocy 25 MW, od 1956 r. produkowano zestawy maszyn trakcyjnych prądu stałego do lokomotyw elektrycznych 3E, od 1959 r. silniki Lta-220 do tramwaju szybkościowego, a następnie maszyny do trakcji spalinowo-elektrycznej. Równocześnie stopniowo wprowadzano do produkcji: maszyny prądu stałego, silniki asynchroniczne dużej mocy, chwytniki, separatory elektromagnetyczne. W 1955 r. wyprodukowano pierwszy generator o mocy 25 MW.
Lata 70. XX wieku dla zakładów to wytwarzanie około 200 typów maszyn elektrycznych, takich między innymi jak produkowane od 1972 r. prądnice główne do lokomotyw spalinowo-elektrycznych (mocy 1800 i 2250 KM). W zakładach produkowano także maszyny synchroniczne, w tym 4 wersje prądnic morskich, turbogeneratory oraz hydrogeneratory, a także silniki asynchroniczne dużej mocy, maszyny prądu stałego, w tym maszyny prądu stałego dla wyciągów kopalnianych, oraz prądnice.
Po utworzeniu ABB Dolmel Ltd – Alstom zakłady stały się producentem generatorów, turbin energetycznych dla elektrowni zawodowych i przemysłowych wszystkich typów o mocach znamionowych od 40 MW do 900 MW.

## NSZZ Solidarność
W zakładach Dolmel został utworzony i istniał Niezależny Samorządny Związek Zawodowy „Solidarność”. W latach 1980–1981 stanowił on jeden z najsilniejszych we Wrocławiu centrów Solidarności. W marcu 1981 r. tu oraz w sąsiednim Pafawagu mieściła się siedziba wrocławskiego Międzyzakładowego Komitetu Strajkowego.

## Klub sportowy
W latach 1949–1993 działał przy zakładzie klub sportowy Dolmel. W swojej historii nosił między innymi nazwę Robotniczy Klub Sportowy „Dolmel”. Jego działalność obejmowała następujące dyscypliny sportowe: kolarstwo, podnoszenie ciężarów, wioślarstwo, brydż sportowy, kajakarstwo, hokej na lodzie, boks, siatkówka żeńska, piłka nożna.